# Judycki (herb szlachecki)
Judycki – odmiana herbu szlacheckiego Radwan.

## Opis herbu
W polu czerwonym strzała rozdarta w słup, na której złota chorągiew kościelna, o dwóch połach z frędzlami.
Klejnot: na strzale w pas, kruk z pierścieniem w dziobie.

## Herbowni
Judycki.